# M (드라마)
《M》은 1994년 8월 1일부터 1994년 8월 30일까지 방영한 MBC 납량특집 미니시리즈이다. 수 많은 시청자들의 심금을 울리기 위해, 낙태의 윤리성에 대한 고발이 주된 내용이며 특수효과를 동원한 본격적인 공포물이라는 점에서 당시에 커다란 사회적 반향과 화제를 일으키며 다른 프로그램을 압도하는, 경이적인 시청률 52.2%를 기록하였다. 인기에 힘 입어 1994년 추석 연휴를 맞아 특별 편성으로 9월 17일 토요일 오후 2시부터 매일 2편씩
5일간 재방영하였다. 리부트 작은 2025년에 MBC에서 방영할 예정이다.
한편, 심은하는 이 드라마로 1994년 MBC 연기대상에서 신인상을 수상했다.

## 등장 인물

### 주요 인물
- 심은하 : 박마리, 김주리 역 (아역 유신애) - 외과 전문의
- 김지수 : 김은희 역 - 박마리의 고등학교 친구
- 양정아 : 이예지 역 - 박마리의 고등학교 친구
- 이창훈 : 송지석 역 - 박마리의 남자친구, 기계체조 강사
- 김형일 : 김도진 역 - 김은희의 오빠, 이예지의 약혼자

### 그 외 인물
- 이영후 : 최재민 박사 역 - 신경정신과 전문의 뇌행동 연구 권위자
- 박영태 : 박상철 역 - 박마리의 아버지
- 김창숙 : 성자 역 - 박마리의 새어머니
- 김은숙 : 박수경 역 - 박마리의 친언니
- 이동신 : 박운철 역 - 산부인과 전문의
- 신귀식 : 홍현우 박사 역 - M의 생부, 외과 과장
- 박용식 : 강 원장 역 - 박마리가 근무하는 병원의 원장
- 남윤정 : 윤정숙 역 - M의 생모 역
- 최은숙 : 김은희의 엄마 역
- 문회원 : 박일수 역 - 외과전문의, 원장, 박운철의 아버지
- 임대호 : 때보 역 - 인질범
- D. B. Campbell : 프롬 박사(Dr. Plum) 역 - 미국 캘리포니아주 소노머 뇌행동 연구센터장

궁선영 ㅡ 마리에게 무너지는 커피 녀

## 줄거리
여고 2학년인 박마리는 친구 이예지, 김은희와 함께 동해안 은희네 별장으로 휴가를 갔다가 괴한들의 침입으로 위기에 처한다. 마리는 괴한들과 실갱이를 하다 계단에서 굴러 기절한다. 그때 요란한 천둥 번개가 치고 마리의 몸에 괴현상이 일어나면서 악마의 화신처럼 변해 세 명의 괴한들을 차례로 갈가리 찢어 버린다. 이 사건으로 마리는 특수기관에 의해 서울을 떠나 미국으로 건너가게 된다. 마리의 괴력에 대한 의학적 분석이 이루어지면서 그의 정신과 병력과 출생에 얽힌 수수께끼가 밝혀진다.
8년 후 김주리라는 의사로 새 삶을 살아가던 마리를 예지와 은희가 우연히 병원에서 마주치게 되고 친구들은 놀라워한다. 어느 날 마리는 자해환자 때보에게 인질이 되어 옥상으로 끌려가지만 때보에게 폭행을 당하는 순간 M이 각성하여 때보를 살해한다. 이 사건으로 TV 인터뷰하는 마리를 가족들이 보게 되고, 마리가 분명하다는 수경에게 부모는 마리가 아닐 거라고 말한다. 성자는 마리가 죽었다고 말하지만 유골만 보내온 것을 의심하며 죽지 않았을 수도 있다고 한다. 그리고 수경은 주리의 습관을 보며 자신의 동생 마리임이 틀림없다고 확신하며 어린 시절 큰언니의 죽음에 대해 예지에게 말해준다. 과거 마리는 자살한 큰언니의 죽음을 본 후 앞으로 일어날 일들을 미리 안다든가 하는 이상한 초능력이 생기게 된다.
운철의 아버지 박 원장은 운철이 마리를 좋아하자 마리에 대해 자세히 알아보기 위해 최 박사를 찾아온다. 친구들의 노력으로 잠시 옛 생각이 되살아난 마리는 자신이 다니던 고등학교를 찾아가고 뒤쫓아온 예지와 은희를 알아본다.
마리의 손길이 닿은 운철에게 붉은 반점이 나타나면서 호흡 곤란 등의 중증 증세가 나타나자 의료진은 원인을 몰라 당황한다. 마리의 아버지 성철과 새엄마 성자가 병원으로 마리를 찾아와 딸임을 확인하나 정작 마리는 "기억이 없다"고 딱 잘라 말한다.
프롬 박사에 의해 마리에겐 복수의 화신이자 원초적인 악인 M이 내재되어 있음이 밝혀지고, 마리가 분노에 가득 차 자제력을 잃고 있을 때만 M이 마리를 지배하게 된다. 마리가 뇌사상태에 빠져있던 운철의 입술에 키스를 하자, 운철의 몸이 조금씩 움직이더니 현격히 정상으로 돌아와 병원 의료진을 놀라게 한다.
최 박사가 마리 아버지 성철에게 전화를 걸어 마리 안에 있는 다른 인격 M에 대해 알리고 무엇이든 이상한 기미가 있으면 연락 달라고 당부하고 있을 때 마리가 집으로 들어온다. 마리를 만나러 집으로 온 은희가 운철에 대해 말하며 위로하자, 도리어 마리는 "너를 괴롭히는 인간들은 차례차례 죽여 주겠다"며 은희의 입술에 키스를 한다.
마리는 운철에게 오늘밤에라도 결혼식을 올리자며 죽을 때까지 사랑한다고 고백하고, 최 박사는 지석에게 마리와 키스를 나누었던 사람들이 원인 모를 전염병에 감염되었다며 다음이 지석의 차례임을 알려준다.
마리 안에 들어있는 M이 지목한 홍 과장에게서 26년 전 마리가 태어난 같은 병원에서 낙태시킨 과거가 있음이 밝혀지고 그 M의 아버지가 홍 과장임이 드러나는데…. 거세게 바람이 몰아치는 밤, 마리는 언니 수경에게 "나를 구할 수 있는 사람은 지석뿐이다"라고 말한다.
최 박사는 마리 안의 M이 살아나게 만든 약품과 반대되는 성분을 만든다. 최 박사로부터 스코트코빈 주사기를 받아든 지석은 M이 은희의 입술에 키스하려는 순간 그의 등에 주사기를 꽂는데 성공하고, 바로 그때 찾아온 예지는 무너져 내리는 마리를 촛대로 다시 내리찍는다.
주사의 효력이 나타난 마리는 혼미 상태에 빠지면서 식물인간 상태가 되고, 사랑하는 사람들을 구하기 위해 스스로 마리와 접촉한 은희에게 마리 속의 M이 옮겨가 비상 사태에 돌입한다. 결국 마리의 사살 명령이 내려진 가운데, 최박사와 홍과장의 도움으로 차 트렁크 속에 숨어 병원을 빠져나온 마리와 지석은 해변 도로를 달려 둘만의 길을 떠나고 빈 폐가에 도착해 잠이 들기 시작한다. 하지만 이상한 느낌에 잠에서 깬 지석은 옆을 보며 마리는 온데간데 없었다. 지석은 등을 돌린 채 앉아 있는 마리를 발견한다.
지석은 어떻게 하면 마리에게 떠날 수 있냐고 묻자 마리 속의 M이 "난 육체가 없으니까 죽을 수도 없다"면서 "내가 죽으려면 마리가 죽어야 한다"고 말한다. 지석은 서슴없이 자신의 몸속으로 M을 들어오라고 말한다. 마리에게 죽음의 키스를 한 지석은 미칠 듯이 괴로워하고, 자신 안에 M을 통제했을 때 M과 함께 자살하기 위해 철탑에 오르기 시작한다. 마리는 지석의 뒤를 따른다. 이때 멀리서 사이렌 소리가 들리고, 바이러스를 퍼트리는 마리(M)를 사살하라는 명령을 받은 경찰과 특공대가 사살 준비를 한다. 마리는 지석을 따라 철탑을 오르며 절규한다. 지석이 마리의 손을 잡은 그 순간 마리는 경찰에게 사살되고 지석은 마지막을 함께한다. 서로를 사랑하는 두 연인 마리와 지석은 높은 굴뚝에서 떨어져 함께 동반자살하는 것으로 막을 내린다.
에필로그에 흘러나오는 신부의 대사도 인상적이다.
"지금 이 시간에도 이 나라 곳곳에서는 임신중절수술이 자행되고 있습니다. 수천 수만의 태아가 햇빛도 보기 전에 차디 찬 수술도구에 의해 부서지고 찢겨진 채 쓰레기와 함께 버려지고 있습니다. 그들에겐 무덤도 없습니다. 그들에겐 죽음을 슬퍼해주는 부모도 없습니다. 우리들은 이미 생명이 시작되는 생명체를 아무런 가책없이 살육하고 있는 것입니다."

## 참고 사항
- 최고 시청률 52.2%, 평균 시청률 38.6%이며 이는 역대 공포 드라마 중 최고 시청률 기록이다.[1]
- MBC 드라마본부는 해당 작품에 앞서 조폭들의 세계를 다루는 폭력물을 내보낼 예정이었지만, 파격적인 소재를 위해 납량특집 미니시리즈로 노선을 틀어 <M>을 제작하기로 결정하였다.[2]
- 당초 8부작으로 기획되었으나 큰 인기를 끌자 방송사에서 최대한 연장을 요구하였다. 하지만, 1회분 심은하(박마리 역)의 파란 눈동자를 그려 넣는데만 꼬박 3~4일이 걸리는 등 물리적으로 불가능하자[3] 겨우 2회를 연장하여 10회로 막을 내렸다.
- 2005년 복제인간을 소재로 한 M2를 제작하려고 했으나[4] 같은 해 2월 최문순 대표이사 사장이 취임한 직후 백지화됐다. 하지원이 여주인공 물망에 올랐었다.
- 인기에 힘입어 1994년 9월 17일 추석 연휴 기간 오후 2시부터 매일 2회 연속 5일간 재방송 되었다.

## 동일 소재 드라마
- 전설의 고향(KBS)
- RNA(KBS)
- 거미(MBC)
- 혼(MBC)